# Yzeures-sur-Creuse
Yzeures-sur-Creuse è un comune francese di 1 506 abitanti situato nel dipartimento dell'Indre e Loira nella regione del Centro-Valle della Loira.
I suoi abitanti si chiamano Yzeurois, Yzeuroises.
Il comune si trova nella valle della Creuse e della confluenza dei con Gartempe si trova nel suo territorio.

Essa copre 55 km² (8 ° reparto comune per la zona), 5 542 ettari. Ha grandi aree forestali (un terzo del paese è 1 850 ettari di bosco).

Si trova nel dipartimento meridionale, ponendo vicino i servizi di Indre (36) e Vienne (86). Tornando un po' di tempo, si è già situata al crocevia di tre ex province di Turenna, Poitou e Berry.
Il comune vantaggio delle terme della vicina città di La Roche-Posay. Yzeures offre anche una serie di attività turistiche, che gli ha consentito di beneficiare di Station Verte de Vacances.

## Società

### Evoluzione demografica
Abitanti censiti

## Cultura

### Musei e gallerie
- Museo Mado Robin, museo d'arte lirica
- Museo archeologico "Minerva" (ospita blocchi scolpiti appartenenti ad un pilastro monumentale, ad un tempio a fanum e a un altare rinvenuti nel 1895-1896 nelle fondazioni della demolita chiesa medievale di Nôtre Dame.
- Biblioteca municipale

### Manifestazioni
- Yzeures'n'Flore Festival dei fiori, fine aprile.
- Fête de la Musique
- Festival Ethni'cité, Sabato 11 luglio 2009.
- Yzeures'n'Rock Concerto gratuito. Sabato 1º agosto 2009.

### Edifici e monumenti
- Dolmen de La Pierre Levée
- Maniero de Granges (XVI secolo) Monumento storico
- Castello d'Harambure (XVIII - XIX secolo)
- Castello de Pairé o Péré (XV secolo)
- Castello de Thou (XVI secolo) Monumento storico
- Castello de Marigny XVII secolo
- Maniero de Gaudru (XV - XVI secolo)
- Castello de La Motte (XIX secolo)
- Chiese di Notre Dame (XIX secolo), di neo-romano-bizantina, ricostruita alla fine del XIX secolo sul sito di una vecchia chiesa, a sua volta costruita sui resti di un tempio gallo-romano, dove rimane importante. La parete nord della navata è un residuo del vecchio edificio del XII secolo. Si noti la presenza, all'interno della chiesa, un bassorilievo raffigurante l'Ultima Cenadata dal dodicesimo secolo.